# Poggio a Caiano
Poggio a Caiano is een gemeente in de Italiaanse provincie Prato (regio Toscane) en telt 9044 inwoners (31-12-2004). De oppervlakte bedraagt 6,0 km², de bevolkingsdichtheid is 1507 inwoners per km². Midden in de plaats ligt de 'villa medicea', een van de Medici-villa's die aangewezen zijn als UNESCO-werelderfgoed. De grote villa is rijk gedecoreerd en bezit verscheidene kunstschatten.
De volgende frazioni maken deel uit van de gemeente: Bonistallo.

## Demografie
Poggio a Caiano telt ongeveer 3370 huishoudens. Het aantal inwoners steeg in de periode 1991-2001 met 8,6% volgens cijfers uit de tienjaarlijkse volkstellingen van ISTAT.
| Jaar | Inwoneraantal |
| ---- | ------------- |
| 1991 | 7941          |
| 2001 | 8622          |

## Geografie
De gemeente ligt op ongeveer 45 meter boven zeeniveau.
Poggio a Caiano grenst aan de volgende gemeenten: Campi Bisenzio (FI), Carmignano, Prato, Signa (FI).